# 放生池

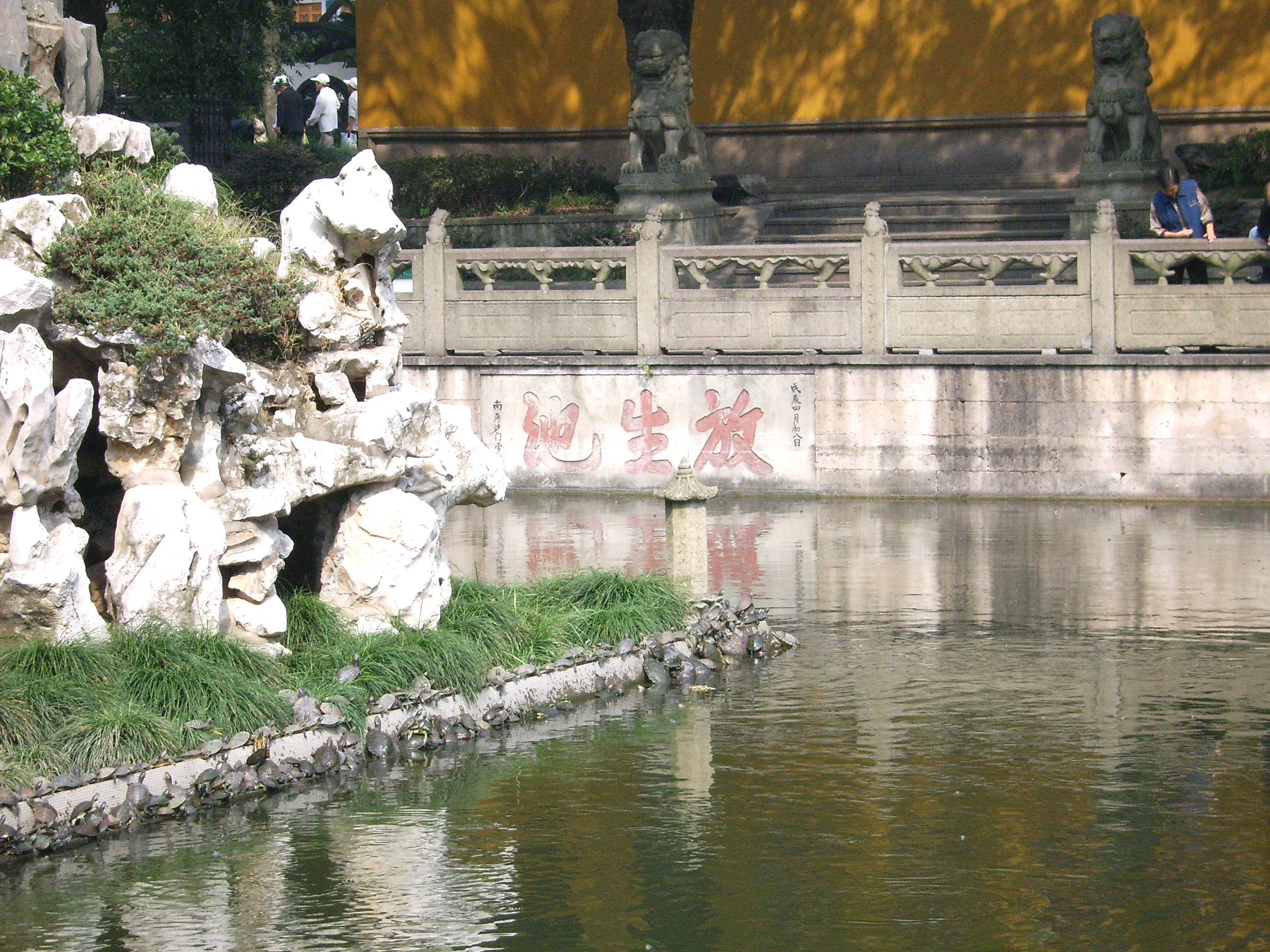
位于杭州雷峰塔下的放生池，中间的假山周围爬满了乌龟

放生池是许多佛寺中都有的一个设施。一般为人工开凿的池塘，为体现佛教“慈悲为怀，体念众生”的心怀，让信徒将各种水生动物放养在这里。

## 沿革
《大智度论》记载：“建德六年（577年），齐地佛门遭劫。闻率僧众四十余循海路奔建康。辄遇大风波，楫折船沉。忽现巨龟，负众僧出水，须臾抵健康。闻口称南无阿弥陀佛。龟对曰：师父曾记否，吾乃海曲放生池之老龟也。闻恍然大悟。奏闻宣帝，帝大悦，敕建报恩寺，香火祀之。”
放生池最早的建立者是天台宗的建立者智顗。759年，唐肃宗下令所有佛寺建立放生池。《多宝名经》记载当时81所佛寺在皇帝的命令下建立了放生池。

## 功能
放生池既能调节空气，抑制粉尘，又具有防火的作用。佛寺一旦失火，池塘里的水可以用来灭火。